# Авіаційне
Авіаційне — село в Україні, у Мелітопольському районі Запорізької області. Входить до складу Семенівської сільської громади. Населення становить 512 осіб. 

## Географія
Село Авіаційне знаходиться за 3,5 км від міста Мелітополь. Поруч проходить залізниця, станція Обільна за 1 км.

## Назва
На території України було 3 населених пункти з назвою Обільне.

## Населення

### Мова
Розподіл населення за рідною мовою за даними перепису 2001 року:
| Мова            | Кількість | Відсоток |
| --------------- | --------- | -------- |
| російська       | 435       | 84.96%   |
| українська      | 68        | 13.28%   |
| циганська       | 6         | 1.17%    |
| вірменська      | 2         | 0.39%    |
| інші/не вказали | 1         | 0.20%    |
| Усього          | 512       | 100%     |

## Історія
- 1928 — дата заснування як селища Комерційне.
- В 1958 році перейменоване в село Обільне.
- 2010 рік — село газифіковане.[2]
- До 2019 року входило до складу Семенівської сільської ради.
- 22 червня 2023 року рішенням Національної комісії зі стандартів державної мови віднесено до списку населених пунктів, які «можуть не відповідати лексичним нормам української мови», зокрема стосуватися «російської імперської чи колоніальної політики». Громаді рекомендовано запропонувати нову назву в установленому законодавством порядку.[3]
- 5 червня 2025 року Постановою Верховної Ради України № 4483-ІХ «Про перейменування окремих населених пунктів, назви яких містять символіку російської імперської політики або не відповідають стандартам державної мови» село Обільне перейменовано на Авіаційне. 18 червня 2025 року перейменування набуло чинності[4].

## Економіка
- Мелітопольський завод автотракторних запчастин, ТОВ.
- «Тера Вом», ПП.
- ТОВ «Мзатз».

## Об'єкти соціальної сфери
- Школа. Розташована за адресою вул. Чапаєва 43. Являє собою I щабель Семенівської загальноосвітньої школи I—III ступеня. Станом на весну 2013 року в школі 19 учнів, 4 класи, 3 навчальних приміщення і 9 співробітників.[5]

## Галерея
|                                 |                               |                                 |
| залізнична станція              | поштамт і фельдшерський пункт | колишній магазин                |
|                                 |                               |                                 |
| зупинка для сільських автобусів | колишній клуб                 | єдиний багатоповерховий будинок |